# Flegmatik
Flegmatik je jeden ze čtyř druhů temperamentu, stabilní introvert. Tělní tekutina, která ho podle starověkých názorů ovlivňuje, je hlen (řec. flegma, odtud název). Je obezřetný, rozvážný, spolehlivý, smířlivý, mírumilovný, vyrovnaný, klidný, umí se ovládat. Bývá dobrým nadřízeným. Prožívá povrchně a pomalu, což znamená, že nepříjemné věci ho příliš nezasáhnou a příjemné ho nijak zvlášť nepotěší. Přijímá, co je, tak jak to je a jeho reakce nejsou nijak hluboké, ale hned tak nezapomíná a ač ho věc nechala zcela (nebo převážně) chladným, umí se k ní vrátit v nejnečekanějších okamžicích. S většinou věcí se bez problémů vyrovná a situace řeší s chladnou hlavou. Zapojuje-li vůbec emoce, pak obvykle málo. Z hlediska neurovědy u silného flegmatika probíhá slabý vzruch a silný útlum.

Čtyři temperamenty (flegmatik, cholerik, sangvinik, melancholik)

## Zápory
Je velmi citlivý na zacházení druhých lidí, záleží mu na vztazích, a proto trpí když probíhají jakékoli konflikty. Není příliš dynamický a nevyhovují mu adrenalinové akce. Neoceňuje drastické změny. Nejhorší je pro něj zuřivý nátlak druhých lidí. Může působit jako lenoch, který odkládá věčně práci nebo se jí úplně vyhýbá. Ve skutečnosti je ale velmi pečlivý a důkladný, proto se na venek může zdát, že výsledky nevykazuje. Lenost je mylně s flegmatiky spojována, ve skutečnosti o ní rozhoduje povaha konkrétního jedince. Z důvodu vrozeného temperamentu jediná práce které by se flegmatik vyhýbal, je práce pod necitlivým nátlakem a urgencí. Nerad nese odpovědnost za kritické záležitosti. Má sklon nedávat najevo své city. Nerad říká ne. Má strach z rozhodování. Flegmatik je taktéž lhostejný, na věcech či myšlenkách mu prakticky nesejde, ba naopak jsou přehlédnuty a ignorovány.

## Klady
Flegmatik je specializovaný na vztahy a zachovávání míru. Je smířlivý a empatický, umí uklidnit vypjatou atmosféru, aniž by musel vynakládat zvláštní úsilí. Je jen málo situací, které by ho dovedly rozčílit. Pro své rodiče představuje požehnání, protože je spokojený téměř všude. Má rád přátele, ale nevadí mu ani samota. Umí se snadno přizpůsobit každé situaci. Je cílevědomý. Mezi ostatními flegmatik představuje tlumenou osobnost, která dobře odolává tlakům. Ke všemu přistupuje klidně, věci řeší postupně. Obdivuhodnou vlastností je zachovat si klid, chladnokrevnost a soustředěnost za každé situace. Nikdy nikam nespěchá a nedá se vyvést z míry. Je smířený se zákeřnostmi života a do ničeho nevkládá velké naděje. Je vytrvalý, má dobré úřednické schopnosti, dokonale zvládá administrativní práci. Snaží se kolem sebe udržovat klid. Nikoho neuráží, umí poslouchat, nemá potřebu mluvit.